# Piece of Me
A Piece of Me Britney Spears amerikai énekesnő ötödik, Blackout című stúdióalbumának második kislemeze. A dal 2007. november 8-án debütált az amerikai Billboard Hot 100 és a Kanadai Hot 100 slágerlistákon. A dalt Britney Spears hivatalos honlapján erősítették meg második kislemezként. Háttérvokált ad a svéd Robyn.
A számot Christian Karlsson, Pontus Winnberg és Klas Åhlund írták, producere pedig a Bloodshy & Avant volt. (Ez az negyedik kislemez, amit a svéd Bloodshy & Avant készített Britneynek).
A Rolling Stone magazin 100 legjobb dal 2007-ben listáján a #15- helyen végzett a Piece of Me. A dal szerepel a 2008. április 11-én megjelent Prom Night című horrorfilmben.

## Kislemez-megjelenés
A szám 2007 november 27-én jelent meg az Egyesült Államokban rádióállomásainak műsorán, november 29-én pedig az Egyesült Királyságban.

## Videóklip

Britney a klipben

A videóklipet Wayne Isham rendezte. 2007. november 27-én és november 28-án forgatták a Social Hollywood szórakozóhelyen Los Angelesben. Ez Britney egyik legdrágább klipje, 500 000 dollárból készült, így majdnem megelőzte a Toxic előállítási költségeit, ami 1 000 000 dollár volt. Az előző, a Gimme More videóklipje csak 25 000 dollárból készült. Wayne Isham többek között készített már videóklipet a Metallica együttesnek, a Pink Floydnak és Britney Spearsnek is (I’m Not a Girl, Not Yet a Woman).
A videóklipet nagy biztonsági intézkedésekkel készítették, több rendőr vigyázott a forgatási helyszínen, hogy véletlenül se szivárogjon ki egy részlet sem.
2007. december 13-án a People, a US Weekly magazin és az ABC bemutattak egy rövid klipelőzetest a saját oldalukon. Ezen a napon a kanadai MuchOnDemand zenei műsorban bejelentették, hogy az országos premier náluk lesz, 2007. december 17-én.
A világpremier az amerikai ABC televízió 20/20 műsorában volt 2007. december 14-én, pénteken. A videóklipet már pár perccel a premier után meg lehetett tekinteni az MTV hivatalos honlapján is, majd Britney hivatalos oldalán, a Britney.com-on is, és felkerült a YouTube fájlmegosztó oldal BritneyTV részlegére is.
Ez lett a legnézettebb videóklip a YouTube-on; eddig Justin Timberlake tartotta a csúcsot a What Goes Around…/…Comes Around című dala klipjével, melyet az első héten 2,7 millióan látták.
A klip elején hogy Britney és barátai (táncosai) készülődnek, ruhákat próbálnak, összeméregetik a hajukat. Ezután elindulnak a lépcsőn keresztül a klubba, de a kijáratnál paparazzók veszik körbe őket és elállják az utukat a kocsi elől. Nehezen sikerül beférkőzni a kocsiba. A sztori kiegészült több háttérrel is, amiben Spears csak énekel és táncol (a nemzetközi klip ennél a résznél nem az, mint az eredeti, itt az első percben Britney különböző ruhát hord, és egy szőke parókát, fekete villogó háttérrel). A sztori egy klubban folytatódik, ahol táncolnak, énekelnek, de Britney egy bejutott paparazzót megleckéztet, rúzzsal a fejére írja a „balfék” szót.

### „Britney Spears szeretne belőled egy darabot!”
Az MTV Networks rajongóktól várja Britney Spears új videóklipjének elkészítését. A legutóbbi, Blackout albumról való Piece of Me dalhoz készítendő a klip. Természetesen elkészült a profi klip is. A verseny neve Britney Spears Wants a Piece of You.
A videóklip elkészítéséhez egy, az MTV által adott Video Remixer alkalmazást használhatnak a rajongók, valamint interjúk, koncertek és fellépések felvételeit. Jelentkezést december 14-ig fogadnak el, a győztest a 20-i TRL műsorban hirdették ki. A győztesek egy Haier Ibiza Rhapsody WIFI médialejátszót kapnak, 1 éves Rhapsody-tagságot és a teljes Britney-diszkográfiát.

## Élő előadások

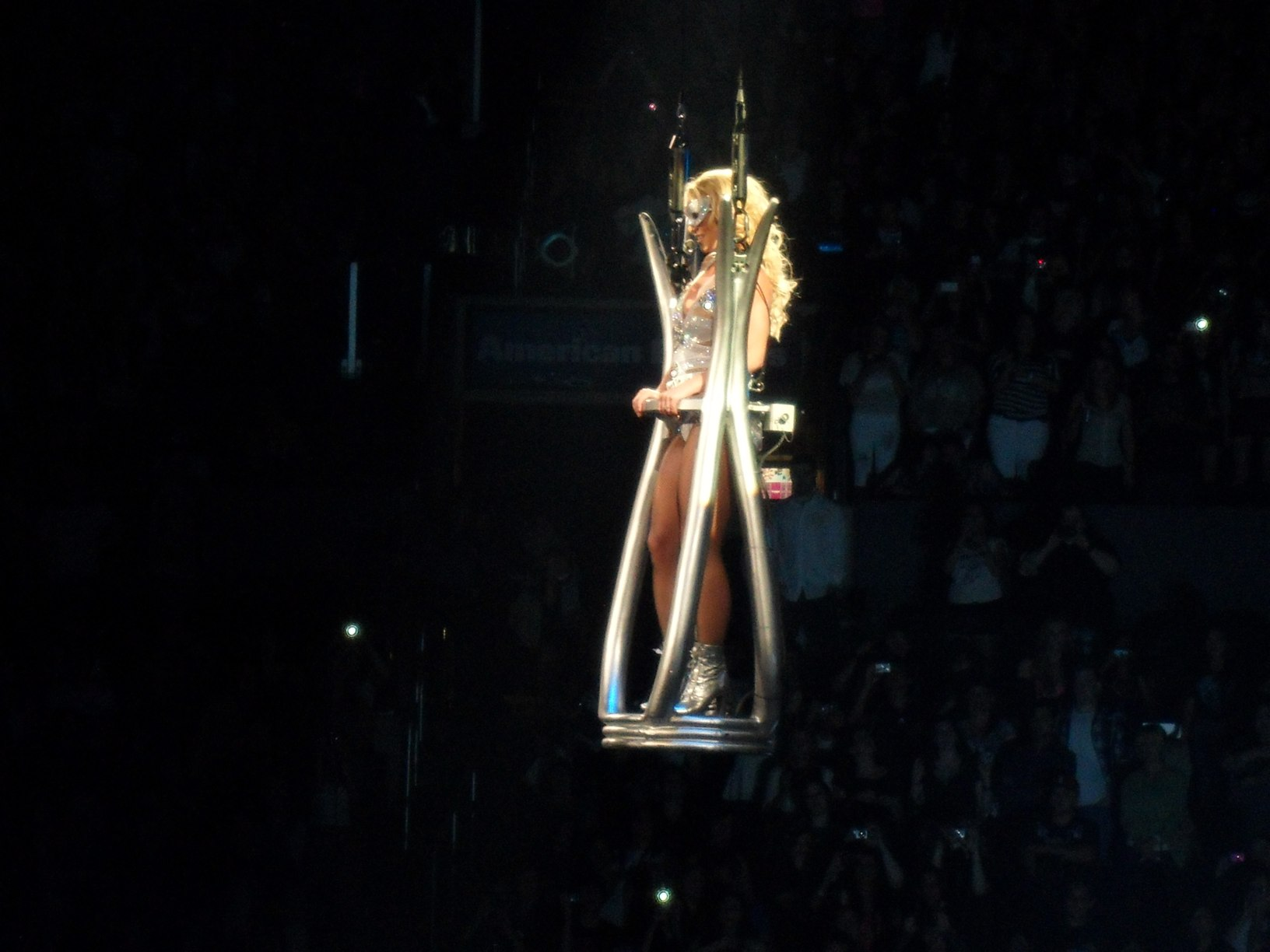
Britney a "Piece of Me" előadása közben a Femme Fatale turnéján.

Britney először a The Circus Starring Britney Spears turnén adta elő a számot. A koncerten Britney egy ketrecben táncolt a dal előadása közben, Swarovski kristállyal díszített fűzőt viselt.
2011-ben a Femme Fatale turnén is helyet kapott a szám, itt egy felvonó vitte fel a közönség felé, közben egy maszkot viselt az énekesnő.
2013-tól a Britney: Piece of Me rezidenskoncerten is előadta a dalt. Először a harmadik szegmens Blackout egyvelegében, majd 2016-tól az első szakaszban adta elő a számot új koreográfiával.

## Megjelenési formák és dallista
Hivatalos dallista a Piece of Me kislemezről.
| CD kislemez (Egyesült Királyság) 1. Piece of Me (Main Version)– 3:32 2. Piece of Me (Boz O Lo Remix) – 4:53 CD kislemez (Ausztrália, Európa) 1. Piece of Me (Main Version) – 3:32 2. Piece of Me (Boz O Lo Remix) – 4:53 3. Piece of Me (Bimbo Jones Remix) – 6:25 4. Piece of Me (Vito Benito Vocal ) – 6:52 5. Gimme More (Kimme More Remix feat. Lil' Kim) – 4:13 | CD kislemez (Ázsia) 1. Piece of Me (Rádió Edit) – 3:11 2. Piece of Me (Mike Rizzo Rough Remix) 3. Piece of Me (Bimbo Jones Remix) – 6:25 4. Gimme More (Kimme More Remix feat. (Lil' Kim) – 4:13 5. Piece of Me (videóklip) Remixes Promo CD kislemez 1. Piece of Me (Boz O Lo Remix) – 4:53 2. Piece of Me (Bimbo Jones Remix) – 6:25 3. Piece of Me (Tiesto Club Remix) – 7:53 4. Piece of Me (Junior Vasquez) & (Johnny Vicious Club) – 8:26 5. Piece of Me (Friscia And Lamboy Club) – 8:42 6. Piece of Me (Tiesto Dub) – 7:53 |

### Hivatalos verziók és remixek
- Album Version – 3:32
- Instrumental – 3:32
- Video Version/Radio Version – 3:11
- Bimbo Jones Club Mix – 6:26
- Bimbo Jones Radio Version – 3:03
- Mike Rizzo Rough Mix – 2:47
- Mysto & Pizzi Mix – 4:37
- Tiesto Myspace Edit – 2:43
- Tiesto Mix
- Boz O Lo Mix
- Vito Benito Vocal
- DaVinChe Mix
- Bill Hamel Mix
- Johnny Vicious Mix – 8:26

## Slágerlistás helyezések
| Slágerlista (2007–08)                 | Legmagasabb helyezés |
| ------------------------------------- | -------------------- |
| Ausztrália (ARIA)                     | 2                    |
| Ausztria (Ö3 Austria Top 40)          | 6                    |
| Belgium (Ultratop 50 Flanders)        | 36                   |
| Belgium (Ultratop 50 Wallonia)        | 36                   |
| Kanada (Canadian Hot 100)             | 5                    |
| Csehország (Rádio Top 100)            | 19                   |
| Dánia (Tracklisten Top 40)            | 4                    |
| Europe (European Hot 100 Singles)     | 6                    |
| Finnország (Singlet Top 20)           | 8                    |
| Németország (Media Control Charts)    | 7                    |
| Írország (IRMA)                       | 1                    |
| Olaszország (FIMI)                    | 11                   |
| Hollandia (Single Top 100)            | 41                   |
| Új-Zéland (Recorded Music NZ)         | 4                    |
| Skócia (Scottish Singles Top 40)      | 2                    |
| Szlovákia (Rádio Top 100)             | 10                   |
| Svédország (Sverigetopplistan)        | 9                    |
| Svájc (Schweizer Hitparade)           | 19                   |
| Egyesült Királyság (UK Singles Chart) | 2                    |
| US Billboard Hot 100                  | 18                   |
| US Hot Dance Club Songs (Billboard)   | 1                    |
| US Mainstream Top 40 (Billboard)      | 28                   |

| Slágerlista (2008)               | Legmagasabb helyezés |
| -------------------------------- | -------------------- |
| Australian Singles Chart         | 38                   |
| Austrian Singles                 | 39                   |
| Belgian Singles Chart (Wallonia) | 100                  |
| Canadian Hot 100                 | 30                   |
| European Hot 100 Singles         | 39                   |
| German Singles Chart             | 59                   |
| Irish Singles Chart              | 17                   |
| Italian Singles Chart            | 42                   |
| New Zealand Singles Chart        | 28                   |
| Swedish Singles Chart            | 68                   |
| Swiss Singles Chart              | 87                   |
| UK Singles Chart                 | 47                   |
| US Billboard Hot 100             | 83                   |

## Minősítések
| Ország                   | Minősítés | Eladás    |
| ------------------------ | --------- | --------- |
| Ausztrália (ARIA)        | Platina   | 70,000    |
| Dánia (IFPI)             | Platina   | 15,000    |
| Olaszország (FIMI)       | Arany     | 11,000    |
| Svédország (GLF)         | Arany     | 10,000    |
| Egyesült Királyság (BPI) | Ezüst     | 276,000   |
| Egyesült Államok (RIAA)  | Platina   | 1,900,000 |
| Kanada (Music Canada)    | Platina   | 40,000    |

## Háttérmunkálatok
- Producer – Bloodshy & Avant
- Mixer – Niklas Flyckt
- Zongora, programozás, basszus, gitár – Bloodshy & Avant
- További gitár – Henrik Jonback
- További basszus – Klas Ahlund
- Háttérvokál – Robyn Carlsson